# Malda (huyện)
Huyện Malda là một huyện thuộc bang West Bengal, Ấn Độ. Thủ phủ huyện Malda đóng ở English Bazar. Huyện Malda có diện tích 3733 ki lô mét vuông. Đến thời điểm năm 2001, huyện Malda có dân số 3290160 người.